# Chan Is Missing
Chan Is Missing (bra Chan Sumiu) é um filme norte-americano de 1982 dirigido por Wayne Wang.